# Callistocypraea broderipii
Callistocypraea broderipii is een slakkensoort uit de familie van de Cypraeidae. De wetenschappelijke naam van de soort werd in 1832, als Cypraea broderipii, voor het eerst geldig gepubliceerd door John Edward Gray in een publicatie van George Brettingham Sowerby I.

## Beschrijving
De schelpen van Callistocypraea broderipii zijn doorgaans tussen de 60 en 90 mm lang.

## Verspreiding
Deze soort komt voor in de Indische Oceaan langs Madagaskar en Mauritius.